# Kat Von D
Kat Von D (Katherine Von Drachenberg Galeano), (Montemorelos, Nuevo León, Mèxic 8 de març de 1982) és una tatuadora i personalitat de televisió nord-americana coneguda pel seu treball a la sèrie de televisió Miami Ink.
Kat avui en dia té el seu propi local de tatuatges i un programa de televisió molt semblant i amb la mateixa idea que Miami Ink, però traslladat a Los Angeles, Califòrnia, per la qual cosa el programa porta per nom LA Ink.
Kat Von D va néixer a Montemorelos, Nuevo León, Mèxic. El seu pare, René Von Drachenberg, és d'ascendència alemanya, i la seva mare, Silvia Galeano és d'ascendència italiana. Ambdós pares són argentins. Quan tot just tenia 4 anys, Kat es va mudar a Colton (Califòrnia). L'àvia paterna de Kat va estar a càrrec del seu desenvolupament artístic, principalment en el piano, convertint a Kat en una gran compositora. Kat sempre ha mantingut una gran relació amb els seus pares i germans. Caroline i Michael, els seus germans, treballen amb ella. La primera com a assistent personal, i el germà com a responsable dels productes signats per ella.

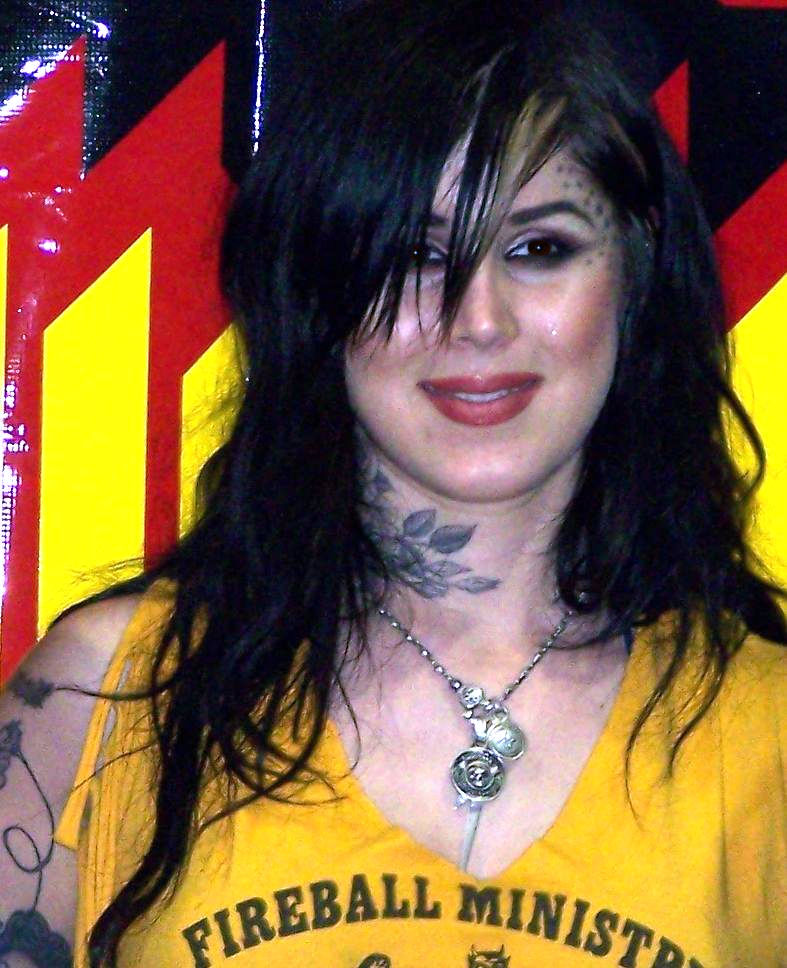
Kat en el Festival del Tatuatge de Calgary el 2007.

El seu primer tatuatge va ser als 14 anys i va ser una J al turmell simbolitzant el seu primer amor, però després de 3 anys van trencar. Tot i que era una brillant estudiant, Kat va deixar l'escola als 14 anys per dedicar-se a l'art del tatuatge. Tot i comptar amb només 16 anys, Kat tatuava l'ordre d'un home al dia, però havia de mentir sobre la seva edat.
El 1998 Kat va començar en la seva primera botiga oficial anomenada Sin City Tattoo que estava al seu veïnat. Any i mig després es va mudar a una altra botiga anomenada Blue Bird Tattoo a Pasadena i un any després a Red Hot Tattoo. Encara que és molt popular i no li falten coneguts, diu que els seus veritables amics es poden comptar amb els dits d'una mà. Entre ells destaca la seva gran amiga Daniela. D'ella diu que: s'ha convertit per a mi en una persona especial.
Va treballar a True Tatto, on va tenir l'oportunitat de col·laborar amb Chris Garver i Clay Decker. Aquesta època va ser un període de gran creixement en el seu treball, i amb el temps Kat va adquirir molt talent i qualitat, fet que la va portar a Miami Ink i actualment al seu propi show Los Angeles Ink.
Ha tatuat a molts famosos, entre ells Jenna Jameson, Jason Mraz, Bam Margera, Jeffree Star, Dave Navarro, el seu nòvio Nikki Sixx, Jesse Metcalfe, Lady Gaga, Ville Valo, Brent Hinds, Mira Sorvino, Papa Roach, Frank Iero, Jared Leto, Joey Castillo, Jason Freese, Gas Lipstick, Kerry King, Margaret Cho, Sebastian Bach, Scott Ian, entre d'altres.
Va estar casada amb Oliver Peck, del qual es va separar de forma traumàtica. De fet, ell també és tatuador. El juny de 2008 va arrabassar a Kat el Guinness World Record que aquesta havia aconseguit tatuant a 400 persones en 24 hores. Ja de tornada a Los Angeles, després de la seva estada a Miami, Alex Orbison, fill de Roy Orbison, va ser el seu company fidel durant mesos. Alex Orbison fins i tot va considerar la possibilitat de proposar matrimoni a Kat, i va demanar la benedicció del pare de l'artista. No va poder ser, i també es va acabar la relació i Kat en va iniciar una nova amb el rocker Nikki Sixx. La parella afirma que des de feia temps els unia una bona relació d'amistat.
En l'actualitat Kat posseeix la seva pròpia línia de roba i una línia de maquillatge, en col·laboració amb Sephora. Va organitzar un gran esdeveniment que va atraure a milers de persones al voltant dels tatuatges i el Rock sota el nom de Musink. És propietària d'un estudi de tatuatges, High Voltage tattoo, i es va estrenar una pel·lícula on ella actua (The Bleeding, 2009). El gener de 2009 va publicar un llibre titulat High Voltage Tattoo, amb fotos, consells, dades autobiogràfiques i altres elements significatius per als amants dels tatuatges i de la carismàtica artista. En destaca la capacitat de convertir-se en una icona, d'imaginar i aconseguir múltiples projectes i a més fer uns magnífics tatuatges en blanc i negre (encara que també domina el color) amb especial virtuosisme en abordar retrats.

## Tatuatges
Kat té molts tatuatges: n'és un exemple un que té escrit a l'esquena, on hi posa: Mi vida loca (la meva vida boja). Té també un tatuatge en honor de la seva mare als omòplats, un altre del seu pare a l'avantbraç i un de la seva germana Caroline. A la panxa hi té tatuat Hollywood en honor de la seva ciutat preferida. També té un tatuatge a l'espatlla de la seva actual parella, Nikki Sixx, que diu I love you (t'estimo). A la seva mà dreta, als dits s'hi ha tatuat Ta que significa True love always (amor de veritat sempre), el Heartagram i LVB entre altres tatuatges dels seus dits. A la mà esquerra té el Heartagram simbolitzant la seva banda preferida, de la qual Ville Valo n'és el compositor i el cantant, LA per Los Angeles i el llamp de High Voltage Tattoo, la seva botiga de tatuatges. Als seus canells hi té tatuats el seu germà i germana, en honor seu. Al coll té una flor que diu Oliver (el nom del seu exmarit). Al costat esquerre de la cara hi té unes estrelles i al costat dret hi té tres puntets i un llamp. A l'espatlla esquerra hi té tatuat "Los Angeles" al costat d'altres flors al seu braç.